# Phaidon
 Der er for få eller ingen kildehenvisninger i denne artikel, hvilket er et problem. Du kan hjælpe ved at angive troværdige kilder til de påstande, som fremføres i artiklen.

Phaidon, græsk Φαίδων (Phaídōn), latiniseret Phaedo) er et filosofisk værk af Platon skrevet som dialog. Dialoger beskriver en litterært formet samtale, der er indsat i en rammehandling. Filosoffen Phaidon fra Elis, efter hvem dialogen er opkaldt, optræder i rammehandlingen som fortæller. Han er som Platon, elev af Sokrates, der kort forinden i Athen er blevet dømt til døden og henrettet for blasfemi og korrumpering af ungdommen. Phaidon beskriver som øjenvidne dødsdagens begivenheder, som Sokrates tilbragte i fængsel sammen med venner. Hoveddelen af hans fremstilling er en gengivelse af en filosofisk diskussion som Sokrates deltog i. Til slut beretter Phaidon om Sokrates' sidste gerninger og udtalelser.
Sokrates' samtalepartnere er, ud over Phaidon, to elever, Khebes og Simmias fra Theben. Hovedtemaet er sjælens karakter, dens forhold til legemet, som den besjæler, og dens skæbne efter døden. Sokrates forsøger at gøre sjælens udødelighed plausibel. Han fremfører forskellige argumenter, der støtter denne tese. Han betragter den individuelle sjæl som uforgængelig, og ser den som bærer af menneskets viden, evner og erindringer. Ifølge ham bebor, behersker og bevæger sjælen legemet, den tildeler med sin tilstedeværelse legemet liv. Ved døden skilles den fra legemet, hvilket medfører dets forfald. I reinkarnation forbinder den sig derefter med forskellige legemer. Derfor er der ingen grund til at frygte døden, da døden kun består i ødelæggelsen af den nuværende krop, mens personen er sjælen, der forbliver intakt. Sokrates forsvarer denne filosofiske antropologi mod indvendinger fra Simmias og Khebes. Især imod en alternativ model, i følge hvilken "sjæl" kun betyder harmonien af legemets materielle elementer. Hvis man opfatter sjælen som harmoni, må man antage, at den går til grunde når legemet dør og mister sin struktur.
Ifølge Sokrates afhænger sjælens skæbne efter døden af dens opførsel gennem livet; det bedste er bios theoretikos, en filosofisk livsførelse, som han selv har praktiseret. Denne tankegang hjælper ham til at have en afslappet holdning og til at imødegå døden munter og ubekymret, mens de andre er meget bedrøvede over hans død.
Dialogens påvirkning af den europæiske kulturhistorie, fra antikken og frem til moderne tid, er enorm. Den citeres ofte og nævnes i mange diskussioner over et muligt liv efter døden. På den ene siden er den en filosofisk undersøgelse af grundspørgsmål vedrørende den menneskelige eksistens; på den anden side tilhører den den klassiske trøstende litteratur. Sammen med Platons dialoger Sokrates' forsvarstale og Kriton har den bestemt eftertidens billede af Sokrates i langt højere grad end Xenofons beskrivelse af Sokrates. I Platons fremstilling fremstår Sokrates som et forbilledligt menneske, der til sin død har virkeliggjort sit ideal om en filosofisk livsførelse.

## Tid, sted og deltagere
Rammehandlingen foregår i byen Phleius på den nordøstlige del af halvøen Peleponnes. Sokrates henrettelse er sket omtrent en måned før. I Athen, hvor Sokrates levede og døde, tilhørte Phaidon hans kreds af elever. Efter Sokrates død har han ingen grund til at blive i Athen og vender tilbage til sin hjemby Slis i Peleponnes. På gennemrejse i Phleius møder han en gruppe pythagoræere, hvis ordfører er Echekrates. De har allerede hørt om retssagen og henrettelsen, men kender ikke detaljerne og er derfor nysgerrige for at høre om disse. Phaidon opfylder gerne deres ønske.
Dødsdommen kom i foråret 399 f. Kr. Da der er gået noget tid allerede, sætter man almindeligvis Phaidons ophold i Phleius til sidste halvdel af 399 f. Kr. Fængslet, hvori samtalen hvis forløb Phaidon skildrer, ligger i Athen, men det præcise sted kan ikke bestemmes. Man formoder i nærheden af retsbygningen Heliaia, der iflg. arkæologiske undersøgelser formodentlig lå ca. 100 meter sydvest herfor, lige uden for Athens agora.
Phaidons beskrivelse af Sokrates' venner og elever som til dels athenske, til dels som stammende andre steder fra er vigtig. Han nævner hvem der var til stede ved henrettelsen og hvem der af forskellige grunde var forhindrede i at være til stede og henviser til det, at hans liste af Sokrates' venner fra Athen ikke er fuldstændig.

## Sekundærlitteratur
Jørgen Hass: Platons "Phaidon" : Struktur og argument,Odense Universitet, Filosofisk Institut, 1972.